# Доходный дом Шендерова
Доходный дом С. И. Шендерова — здание в Ростове-на-Дону, расположенное на Ворошиловском проспекте (дом 33). Доходный дом был построен в конце XIX века по проекту ростовского архитектора Н. М. Соколова. Архитектура здания — переходный стиль от эклектики к модерну. Доходный дом С. И. Шендерова имеет статус объекта культурного наследия регионального значения.

## История

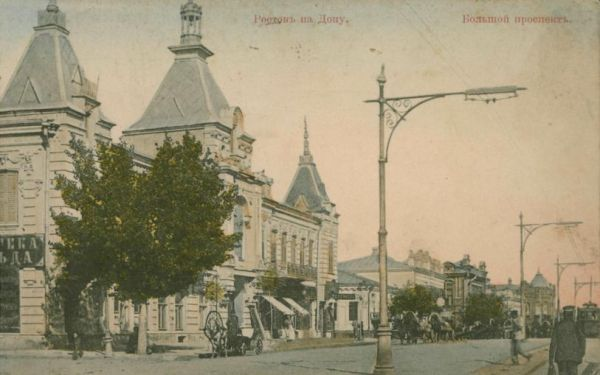
Дом Шендерова на старой открытке

Дом был построен в конце XIX века по проекту ростовского архитектора Н. М. Соколова. Он принадлежал купцу второй гильдии Соломону Израилевичу Шендерову (1877—?). Первый этаж центральной части здания арендовали различные учреждения торговли. Второй этаж использовался С. И. Шендеровым как жилой, там же находились приёмные залы. В боковых крыльях здания размещались жилые квартиры.
После прихода советской власти доходный дом национализировали. В 1920-х годах на первом этаже здания находились торговые организации, а на втором — коммунальные квартиры. Дом пострадал в годы Великой Отечественной войны, был утрачен центральный шатёр. В 1950-х годах здание было восстановлено по проекту архитекторов М. Н. Ишунина и Г. А. Петрова. Тогда же у дома появились новые пристройки.
В середине 2000-х годов была проведена реконструкция здания, в ходе которой центральный шатёр был восстановлен в первоначальном виде. В настоящее время в здании размещается отделение Альфа-банка.

## Архитектура
Двухэтажное здание П-образное в плане. Главный фасад выходит на Ворошиловский проспект, боковые — на улицы Серафимовича и Темерницкую. Центральная секция и угловые части главного фасада увенчаны прямоугольными аттиками с шатрами. Первый этаж отделан рустом. Для оформления окон фасада использовано множество лепных украшений: женские головки, гермы, гирлянды, венки, растительный орнамент и тому подобное. Вертикальное членение фасада подчёркивают раскреповки с эркерами на втором этаже.